# Phylidorea fulvonervosa
Phylidorea fulvonervosa là một loài ruồi trong họ Limoniidae. Chúng phân bố ở miền Cổ bắc.